# 犬神家の謎 悪魔は踊る
『犬神家の謎 悪魔は踊る』（いぬがみけのなぞ あくまはおどる）は、1954年に製作・公開された日本映画である。東映京都撮影所製作、東映配給。
片岡千恵蔵版金田一耕助シリーズの第5作であり、『犬神家の一族』の映像化第1作である。フィルムは失われたと見られており、スチル写真のみが現存する。

## ストーリー
複数の映画情報サイトに掲載されている全く同一テキストのストーリー情報や、現存するシナリオの記述によると、原作から以下のように変更されている。
- 冒頭は金田一が白木静子と共に那須高原へ向かう場面から始まり、列車内で大山神主が静子にちょっかいを出す展開がある。
- 佐兵衛は「左兵衛」、佐清・佐武・佐智はそれぞれ「輔清・輔武・輔智」と名前が変更されている。
- 珠世は左兵衛と野々宮大弐の妻との間に生まれた息子（原作では娘）の子供である。
- 若林は古館弁護士の秘書である。
- 左兵衛と大弐が封じた文書は封筒に入る量で、大山が発見して中身を確認する前に復員服の男が強奪、金田一が奪い返す。
- 輔智殺害のあと金田一が全員を集めるが輔清が来ず、納屋から銃声が響く。輔清と思われていた男（静馬）が腕から血を流しており、指紋の型が違うことを金田一が指摘、銃撃戦になり、巧妙に静馬の背後に回った金田一が静馬を叩きのめす（静馬は殺害されない）。
- 頭巾の男（輔清）が珠世を絞殺する真似をするが、珠世が頭巾を取り去る。輔清は断崖の上に逃げて銃撃戦を演じたあと自殺しようとするが、金田一が銃撃で輔清の拳銃を跳ね飛ばす。
- 輔清は外地で戦犯の指名をうけ変装して帰国したことを青沼静馬に知られて脅迫されていた。

なお、片岡千恵蔵版金田一耕助シリーズの他の作品（比佐芳武が脚本を担当）とは異なり、犯人は変更されていない。左兵衛の遺産は、規模は10億円となっているが内容は不明である。また、青沼静馬の母親についても、このストーリー情報では人物像や消息が明らかでない。
遺言状開示の場面で輔清（静馬）が頭巾を取るとマスクがあり、そのマスクを取ると崩れた顔があるというのは原作と同じであるが、その後は原作と違って再び頭巾を着用しており、その頭巾の下がマスクか素顔か判らないという設定になっている。マスクが写っているスチル写真も存在するが、書籍等に掲載された事例は見当たらない。

## キャスト
- 金田一耕助 - 片岡千恵蔵
- 白木静子 - 喜多川千鶴
- 犬神松子 - 小夜福子
- 犬神輔清 / 青沼静馬 - 石井一雄
- 犬神竹子 - 花岡菊子
- 犬神輔武 - 島田照夫
- 犬神小夜子 - 宇治みさ子
- 犬神梅子 - 真山くみ子
- 犬神輔智 - 南川直
- 野々宮珠世 - 千原しのぶ
- 猿蔵 - 山室耕
- 警察（署長） - 進藤英太郎
- 大山泰輔 - 十朱久雄
- 古館恭三 - 高田稔
- 柏屋の主人 - 広瀬恒美
- 若林豊一郎 - 高橋清三郎
- 列車の乗客 - 森野五郎
- ホテルの女中 - 長谷川菊子

## スタッフ
- 監督 - 渡辺邦男
- 企画 - 玉木潤一郎、田口直也
- 脚本 - 高岩肇
- 原作 - 横溝正史『犬神家の一族』
- 撮影 - 渡辺孝
- 音楽 - 山田栄一
- 美術 - 北川弘
- 録音 - 加瀬寿士
- 照明 - 田中憲次